# モンタナ州

モンタナ州
State of Montana

州の愛称: 宝の州
Treasure State州のモットー: 金銀
（スペイン語: Oro y plata）

モンタナ州（モンタナしゅう、英: State of Montana [mɒnˈtænə] ( 音声ファイル)）は、アメリカ合衆国の北西部の州。アメリカ合衆国の41番目に加盟した州で、州都はヘレナ市である。
東西の長さが1,040km、南北が410km と東西に長い矩形をしており、西側1/3分には多くの山脈が走っている。中央1/3には小型の孤立型山脈が見られ、これらがロッキー山脈の名前が付けられている77の山脈に入っている。この地形的特徴により、スペイン語の montaña （山、mountain）に由来して、州の名前が付けられた。モンタナ州にはいくつかニックネームがあるが、どれも公式のものではない。例えば「大きな空の邦」や「宝の州」であり、またスローガンでは「輝く山脈の地」、さらに最近では「最後の最良の地」がある。陸地面積は377,230km2で日本の国土面積にほぼ等しく、全米第4位であるが、人口では少ない方から第7位であり、人口密度では小さい方から第3位となっている。経済は主にサービス業に基づいており、東部では牧畜業、小麦農業、石油と石炭の採掘、西部では林業、観光業および岩石採掘業が盛んである。毎年多くの観光客がグレイシャー国立公園、リトルビッグホーン戦場跡国定保護区、およびイエローストーン国立公園を訪れている。ワイオミング州にもかかるイエローストーン国立公園には州内に3か所の入り口がある。
| 家庭で話される言語（モンタナ州） 2010 | 家庭で話される言語（モンタナ州） 2010 | 家庭で話される言語（モンタナ州） 2010 | 家庭で話される言語（モンタナ州） 2010 | 家庭で話される言語（モンタナ州） 2010 |
| ------------------------------------- | ------------------------------------- | ------------------------------------- | ------------------------------------- | ------------------------------------- |
|                                       |                                       |                                       |                                       |                                       |
| 英語                                  | 英語                                  |                                       | 95.35%                                | 95.35%                                |
| スペイン語                            | スペイン語                            |                                       | 1.35%                                 | 1.35%                                 |

| 人種構成（モンタナ州） 2010 | 人種構成（モンタナ州） 2010 | 人種構成（モンタナ州） 2010 | 人種構成（モンタナ州） 2010 | 人種構成（モンタナ州） 2010 |
| --------------------------- | --------------------------- | --------------------------- | --------------------------- | --------------------------- |
|                             |                             |                             |                             |                             |
| 白人                        | 白人                        |                             | 87.8%                       | 87.8%                       |
| インディアン                | インディアン                |                             | 6.3%                        | 6.3%                        |
| ヒスパニック                | ヒスパニック                |                             | 2.9%                        | 2.9%                        |
| アジア系                    | アジア系                    |                             | 0.6%                        | 0.6%                        |
| 黒人                        | 黒人                        |                             | 0.4%                        | 0.4%                        |
| 混血                        | 混血                        |                             | 2.5%                        | 2.5%                        |

## 州名の由来と命名の経過
「モンタナ」という名前はスペイン語で山、あるいは山の国を意味する Montaña から来ている。州西部の山岳地を表すために初期スペイン人探検家が Montaña del Norte （北の山）と名付けていた。歴史家たちによれば、元カンザス準州知事のジェイムズ・W・デンバーは、アメリカ合衆国上院準州委員会委員長のスティーブン・ダグラスに新しく提案する準州の名前を求められたときに、このスペイン語の名前があることを知っていた。ダグラスがモンタナという名前を冠した法案を提出することはなかったが、少なくともこの名前を紹介した者とされている。オハイオ州選出のジェイムズ・アシュレーが主宰していた下院準州委員会が、アイダホ準州となる領域に提出した法案にはモンタナという名前が加えられていた。
これに対してマサチューセッツ州のヘンリー・ウィルソンとオレゴン州のベンジャミン・F・ハーディング両下院議員がモンタナには「意味がない」と異議を唱え、名前が変更された。1864年にアイダホから分離した新しい領土に暫定政府を設立するため、アシュレーが新しい法案を提出したときには、再度モンタナ準州という名前を選んでいた。この時には同じくオハイオ州のサミュエル・コックス下院議員がその名前に反対した。コックスはこの領土が全て山で覆われている訳ではないので誤った名前であること、またスペイン語よりもインディアンの言葉で名付ける方が適していると主張した。これに対してイリノイ州のエリフ・ウォッシュバーン下院議員は冗談交じりに「アビシニア」という名前を提案した。コックスは「ショショーニ」という名前を提案したが、これは蛇（アメリカマムシ）を意味するものであり、笑いを誘った。このとき法案はすでに審議されており、全体の合意なしに名前を変えられる状態ではなかった。コックスが新しい準州を「ジェファーソン」と呼んではどうかと提案すると、アシュレーは「あー、それには反対だ」と応じた。これに驚いたコックスは「ジェファーソンに反対だって！私は全会一致で新しい準州の名前を付けることを提案する。『ダグラス準州』だ。前に反対した諸君もこれには同意するだろう」と述べると、アシュレーは「いやだめだ、それには応じられない」と答えた。ジョン・プリュイン下院議員は、アイダホ準州のケイレブ・ライアン知事が、アイダホの方が山が多いので名前を入れ替えてはどうかと言っているとコメントした。最後にメリーランド州のエドウィン・ウェブスター下院議員が進み出て、全ての父親はその子供に名付ける権利がある、この法案は準州委員会の産物なので、委員会が望むように名付けることができると提案した。大きな笑いの後で命名の問題は決着した。

## 歴史

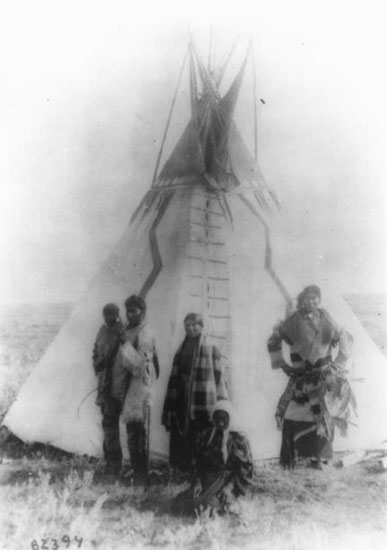
アシニボイン族の家族、1890年から1891年に撮影

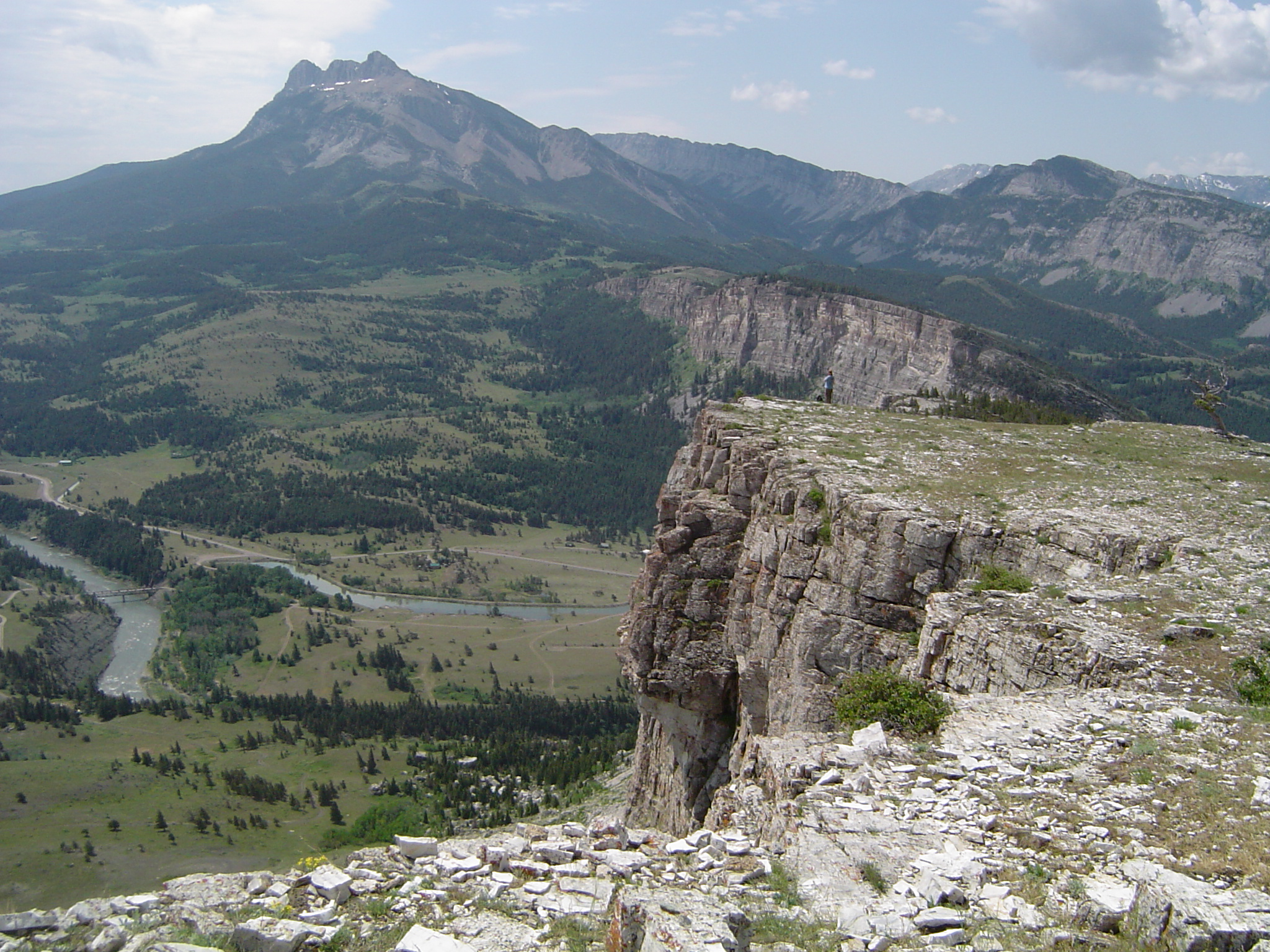
サン川の水源、ギブソン貯水池の直ぐ下

1864年5月26日にモンタナ準州としてアメリカ合衆国の行政単位になり、1889年11月8日に41番目の州となった。
現在のモンタナ州となっている地域には数千年前から様々なインディアン部族が住んでいた。アメリカ合衆国が誕生してから、ヨーロッパ人や開拓者が遭遇した部族としては、南中部のクロウ族、南東部のシャイアン族、中部と北中部のブラックフット族、アシニボイン族、グローバントル族、西部のクーテネイ族、サリッシュ族などがいた。少数のポンダレイ族やカリスペル族はそれぞれフラットヘッド湖近くや西部山岳地に住んでいた。
州内の大陸分水界より東の地は1803年のルイジアナ買収に含まれていた。その後のルイス・クラーク探検隊や1850年代後半の金と銅の発見に続いて1864年5月26日にモンタナ準州となった。部分によってはオレゴン準州（1848年-1859年）、ワシントン準州（1853年-1863年）、アイダホ準州（1863年-1864年）、およびダコタ準州（1861年-1864年）の一部だった時代があった。
アメリカ陸軍が1860年代後半に一連の基地を設立した。これにはショー砦、ジュディス川沿いのキャンプ・クック、ボーズマン・トレイル沿いのC・F・スミス砦などがあった。
領域内はインディアンがその土地の支配を守ろうとしたことでいくつかの戦闘の舞台になった。現在のハーディンの町近くではリトルビッグホーンの戦いが行われた。またネズ・パース戦争の最後の戦闘も行われた。
1862年から州内西側3分の1で、金、銀、銅、鉛、石炭（後には石油）が発見され、数多い坑夫をこの地に引き寄せた。金の最も豊富な露天掘り鉱脈がアルダーガルチで発見され、バージニアシティの町が設立された。その他豊富な鉱脈としては、現在ヘレナ市となっているラストチャンスガルチ、コンフェデレイトガルチ、シルバーボウ、エミグラントガルチ、クックシティがあった。1862年から1876年の金産出量は1億4,400万ドルに達した。当時の銀はさらに重要になった。最大の鉱山はビュート市にあるものであり、重要な銀鉱脈と巨大な銅鉱脈があった。
19世紀後半からは牛の牧畜がモンタナ州の歴史と経済で中心を占めてきた。ディアロッジ・バレーにあるグラント・コアーズ牧場国立歴史史跡は19世紀後半の牧畜様式を伝えるものとして残されている。アメリカ合衆国国立公園局が運営しており、広さは1,900エーカー (7.7 km2) ある。
鉄道は1880年代に開通した。1889年のグレート・ノーザン鉄道、1883年のノーザン・パシフィック鉄道（ミネアポリス発）、および1881年のユニオン・パシフィック鉄道（デンバー発）があった。モンタナ州の鉄道は太平洋岸に抜ける大陸横断線が2本と、鉱山に引き込まれた枝線があって主要産業となり、その中心はビリングスやハバーだった。モンタナは1889年に州に昇格したが、ノースダコタ州、サウスダコタ州およびワシントン州との同時昇格だった。
1909年に改定されたホームステッド法によって州内の開拓地は大きな影響を受けた。この改定法では1家族に与えられる無料土地の面積がそれまでの160エーカー (0.6 km2) から320エーカー (1.3 km2) に広げられた。無料の土地と小麦の高価格に釣られて数十万人の経験のない農民が州内に入ってきたが、ほとんど雨の降らない気候に対する備えがなく、また乾燥地農法の特別な手法が必要とされた。1917年から1919年まで続いた干ばつは破壊的なものとなり、多くの者が州を離れ、州内の銀行の半数は返済できない貸し金を扱っていたので倒産した。1930年代の世界恐慌は農夫、牧畜業者および坑夫にとってさらに厳しい状態を強いたが、1940年代には経済が持ち直した。州東部の小麦農場は州を小麦の主要産出地とした。小麦はタンパク質の含有率が比較的高く、高値で売れた。1940年以降、イエローストーン国立公園やグレイシャー国立公園が観光地となって、観光業は州内第3位の産業となった。
州内の政治は競り合いが続いていたが、坑夫や鉄道従業員の組合が支持したことで、民主党が支配することが多かった。ビュート市を本拠としてロックフェラーの資本が入った巨大企業アナコンダ銅会社では、会社が閉鎖された1970年代まで大規模な労働争議があった。この会社は1959年まで州内の大きな新聞6紙のうち5紙を所有していた。

## 地理

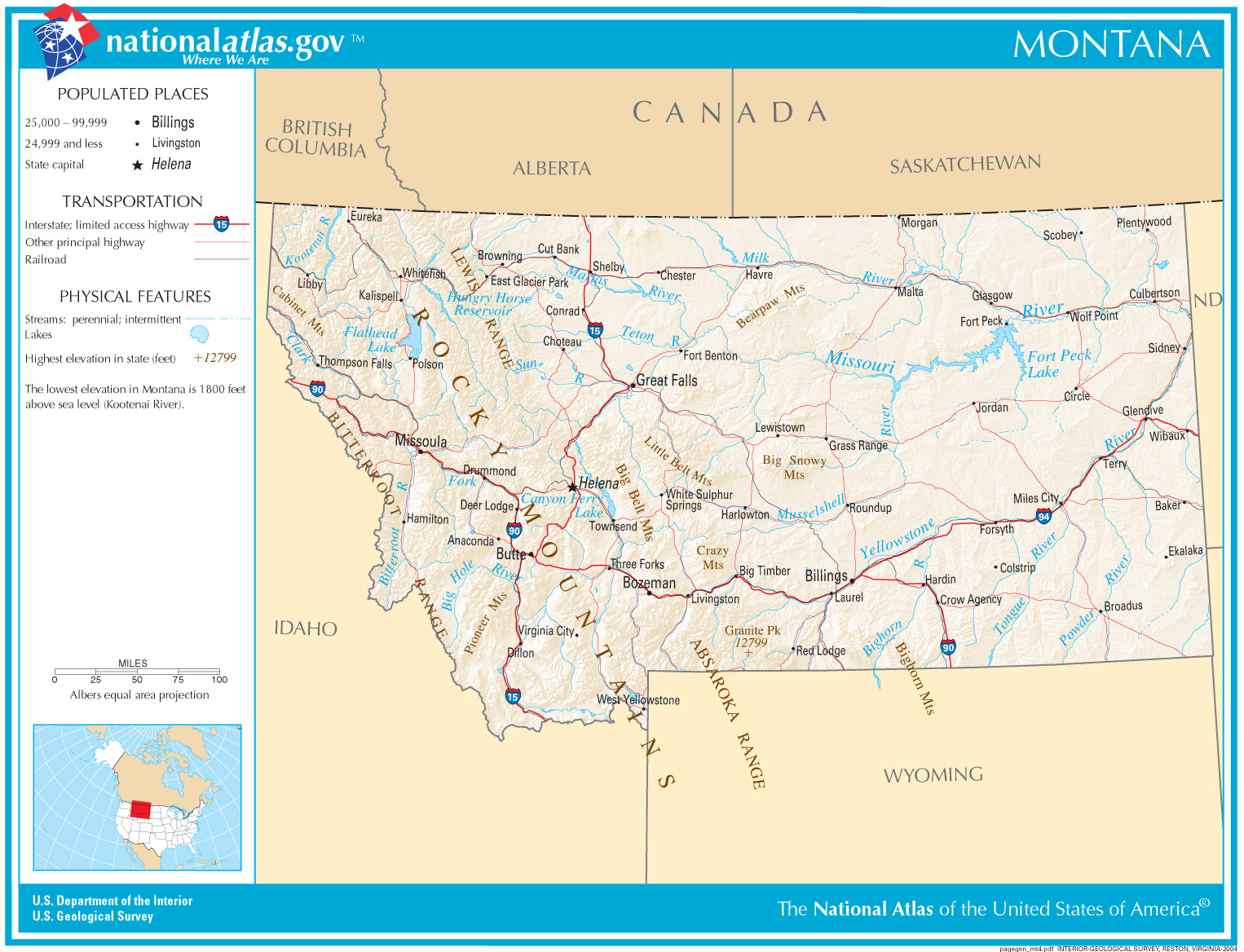
モンタナ州地図

北のカナダとは 545 マイル (877 km) にわたる国境で接しており、ブリティッシュコロンビア州、アルバータ州およびサスカチュワン州の各州と接している。国境に近いこの地域は通常 "High Line" と呼ばれている。東はノースダコタ州と接している；南東はサウスダコタ州と短い長さで接している。南はワイオミング州との州境であり、西および南西はアイダホ州との州境である。
モンタナ州は陸地面積が377,230km2あり、アメリカ合衆国内ではアラスカ州、テキサス州、およびカリフォルニア州に続き4番目に大きな州である。日本の国土面積にほぼ等しい。世界の国と地域を合わせて見ると第56位となっている。主要な川としてはミズーリ、コロンビア川クラーク支流、ミルク川、フラットヘッド川およびイエローストーン川がある。

### 地勢
州北西部から南中部に斜めに走る大陸分水界線がその西部と東部ではっきりと異なる地形にわけている。西部は山岳が多く、地質および地形的にロッキー山脈北部に属している。南部のアブサロカ山脈とベアトゥース山脈はロッキー山脈中部に属している。州面積の約60%はプレーリーであり、グレートプレーンズの一部になっている。大陸分水界とロッキー山脈フロントの東にも多くの孤立した山脈があり、プレーリーの中で目立っている。州を東西方向で3つに分けたときに、その中央3分の1ではこの孤立山脈が特徴になっている。
アラスカ州からメキシコまで連なるロッキー山脈全体の中で最も長い部類の山脈にあたるビタールート山脈が、西のアイダホ州とを分けており、その南3分の1は大陸分水界に合流している。ビタールート山脈と大陸分水界頂点との間にある山脈としては、キャビネット山脈、アナコンダ山脈（非公式にピントラーズ山脈とも呼ばれる）、ミッション山脈、ガーネット山脈、サファイア山脈およびフリントクリーク山脈がある。

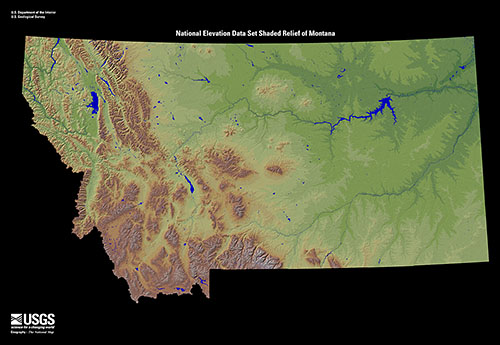
モンタナ州の地形図

大陸分水界の北側は急速にプレーリーに移行する場所であり、集合的にロッキー山脈フロントと呼ばれている。このフロントはルイス山脈と呼ばれることが多く、主にグレイシャー国立公園内にある。グレイシャー国立公園内の山脈の形状のために、アラスカのスワード半島に始まる北部分水界はここから東に曲がって、トリプル・ディバイド・ピークでモンタナ州内に入っている。そのためにウォータートン川、ベリー川、およびセントメアリーズ川は北に流れてカナダのアルバータ州に入っている。そこでサスカチュワン川に合流し、最終的にはハドソン湾に注いでいる。
大陸分水界の東は州南部を横切るいくつかの並行する山脈があり、グレイブリー山脈、トバコルーツ山脈、マディソン山脈、ギャラティン山脈、ビッグベルト山脈、ブリッジャー山脈、アブサロカ山脈、およびベアトゥース山脈と呼ばれている。ベアトゥース高原は大陸アメリカ合衆国で標高10,000フィート (3,000 m) 以上にある最大の連続した土地の塊である。ここには標高12,799フィート (3,901 m) と州内最高点であるグラニット峰がある。

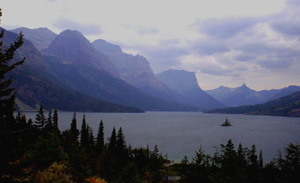
グレイシャー国立公園内にあるセントメアリー湖

山脈の間には多くの景観に富むバレーがあり、農業資源や川に富み、観光やレクリエーションに多くの機会を提供している。良く知られている場所としてはビッグホール・バレー、ビタールート・バレー、ギャラティン・バレー、フラットヘッド・バレー、およびパラダイス・バレーがある。
この移行部の東と北は広大で、ほとんど人の住んでいないノーザン・プレーンズであり、うねりのある台地状プレーリー、孤立型山脈、および両ダコタ州からワイオミング州、さらにはカナダのアルバータ州やサスカチュワン州にまで広がる景観の良い悪地がある。大陸分水界より東の孤立型山脈には、ベアポー山脈、キャッスル山脈、クレイジー山脈、ハイウッド山脈、ジュディス山脈、リトルベルト山脈、リトルロッキー山脈、スノウイー山脈、スウィートグラス丘陵、ブル山脈、ビリングス市の南のプライアー山脈があり、さらに州の南東隅のエカラカ近くにロングパイン山脈が並んでいる。
大陸分水界より東で州北中部はミズーリ・ブレイクスと呼ばれる所など奇岩が多いことで知られている。グレートフォールズ市の南にある荘厳なビュートは馴染みのある目印になっている。スクエア、ショーおよびクラウンの3つのビュートは火成岩でできており、密度が高く、長年の天候に耐えてきた。下層の表面は頁岩でできている。これらビュート周辺の地域は表層を粘土が覆っており、コロラド累層の風化でできてきたものである。さらに東のグレンダイブに近いマコシカ州立公園やエカラカに近いメディシンロックス州立公園は、州内でもっとも景観の良い悪地の中でも特筆されるものである。
ヘルクリーク累層では恐竜の化石が出土されている。ボーズマン市にあるロッキーズ博物館の古脊椎動物学者ジャック・ホーナーが、いくつかの大きな発見をして世界の注目を集めた。

### 河川
州内には多くの河川があり、その多くはブルーリボン・マス釣りで知られている。また生活用水や水力発電用水の大半を供給している。モンタナ州はこれらの川によって3つの大きな流水域ができていることでは世界でも数少ない領域の一つである。すなわち2つの大陸分水界が交差して流水域が3つになっている。その水は太平洋、メキシコ湾およびハドソン湾に流れている。これら流域はグレイシャー国立公園内のトリプル・ディバイド・ピークで分かれている。

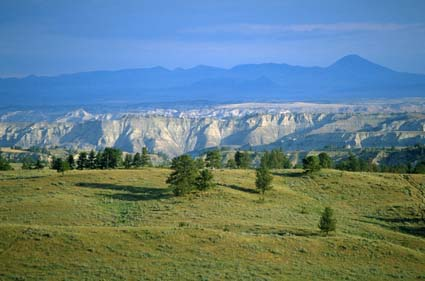
州中央部にあるミズーリ・ブレイクス

大陸分水界の西側、コロンビア川のクラーク支流はビュートに近いロッキー山脈を水源とし、北西のミズーラ市に流れ、ブラックフット川とビタールート川と合流し、さらに下流ではフラットヘッド川が合流し、その後にポンダレイ湖近くでアイダホ州に入っている。ここでコロンビア川に合流し、太平洋に向かって流れる。クラーク支流は州内のどの河川よりも大量の水を流している。フラットヘッド川とクートニー川も州西部では大きな河川である。
大陸分水界の東側、ジェファーソン川、マディソン川およびギャラティン川が合流するミズーリ川が州中央部を横切り、ミズーリ・ブレイクスを過ぎてノースダコタ州に入る。イエローストーン川はワイオミング州内のイエローストーン国立公園を水源とし、北のリンビングストンに流れ、東に転じてビリングスに向かい、ノースダコタ州との州境の数マイル東でミズーリ川に合流している。イエローストーン川は大陸アメリカ合衆国の中で、ダムのない川としては最長である。ミズーリ川のその他主要な支流としては、ミルク川、マリアス川、タング川、およびマッセルシェル川がある。グレートフォールズ市の郊外には、モンタナ州が「世界最短の川」と主張するロー川があるが、この呼称については異論が出ている。ミズーリ川に集まったこれら河川はミシシッピ川に合流し、メキシコ湾に流れ込んでいる。
ノーザン・ディバイドはトリプル・ディバイド・ピークで東に折れてモンタナ州内に入る。このためにウォータートン川、ベリー川およびセントメアリー川は北のカナダ、アルバータ州に流れ込む、そこでサスカチュワン州と合流し、最後はハドソン湾に流れ込んでいる。
これら河川に加えて合衆国西部では最大の自然淡水湖であるフラットヘッド湖がある。人工の貯水池が川に沿って散在しており、その最大のものはミズーリ川沿いのフォートペック貯水池であり、世界最大の土盛りダムがある。

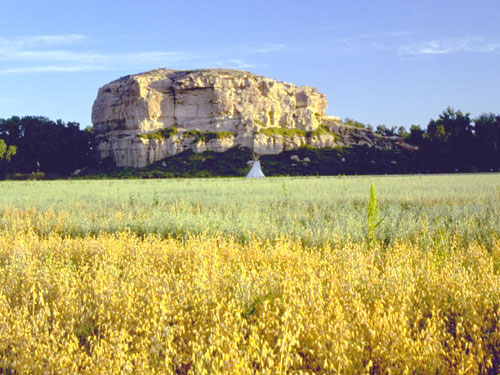
ポンペイの柱ナショナル・モニュメント

### 植物相と動物相
州内の樹木としてはロッジポール・マツ、ポンデローサ・マツ、ダグラスファー（ベイマツ）、カラマツ、トウヒ、ヤマナラシ、カバノキ、ベイスギ、アメリカツガ、セイヨウトネリコ、ハンの木、ロッキーマウンテン・カエデおよびハコヤナギがある。州面積の約25%は森林に覆われている。花はアスター、ビタールート（米国モンタナ州の州花）、デイジー、ルピナス、ポピー、プリムローズ、コロンバイン、ユリ、ラン、ドリュアスがある。ヤマヨモギとサボテンのいくつかの種と草の多くの種はどこでも見られる。キノコ類と地衣類も多くの種が見られる。
州内では15種の両生類、85種の魚類、110種の哺乳類、17種の爬虫類（はちゅうるい）および420種の鳥類を含め多様な種の動物相が見られる。さらに180種の軟体動物や30種の甲殻類など1万種以上の無脊椎動物が生息している。ハイイログマの生息数では大陸48州の中で一番多い。

### 公園
モンタナ州には「大陸の王冠」と呼ばれるグレイシャー国立公園およびイエローストーン国立公園の一部が含まれている。イエローストーン国立公園の入り口は5か所あるが、そのうち3か所がモンタナ州内にある。その他に連邦政府が認定している場所として、リトルビッグホーン古戦場記念国定公園、ビッグホーンキャニオン国立レクリエーション地域、ビッグホール国立戦場跡公園、ルイス・アンド・クラーク洞窟群、および国立バイソン生息域がある。10か所の国有林および20か所以上の国立野生生物保護区も設定されている。連邦政府は36,000,000エーカー (146,000 km2) の土地を管理している。275,000エーカー (1100 km2) の土地は州立公園および森林として管理されている。

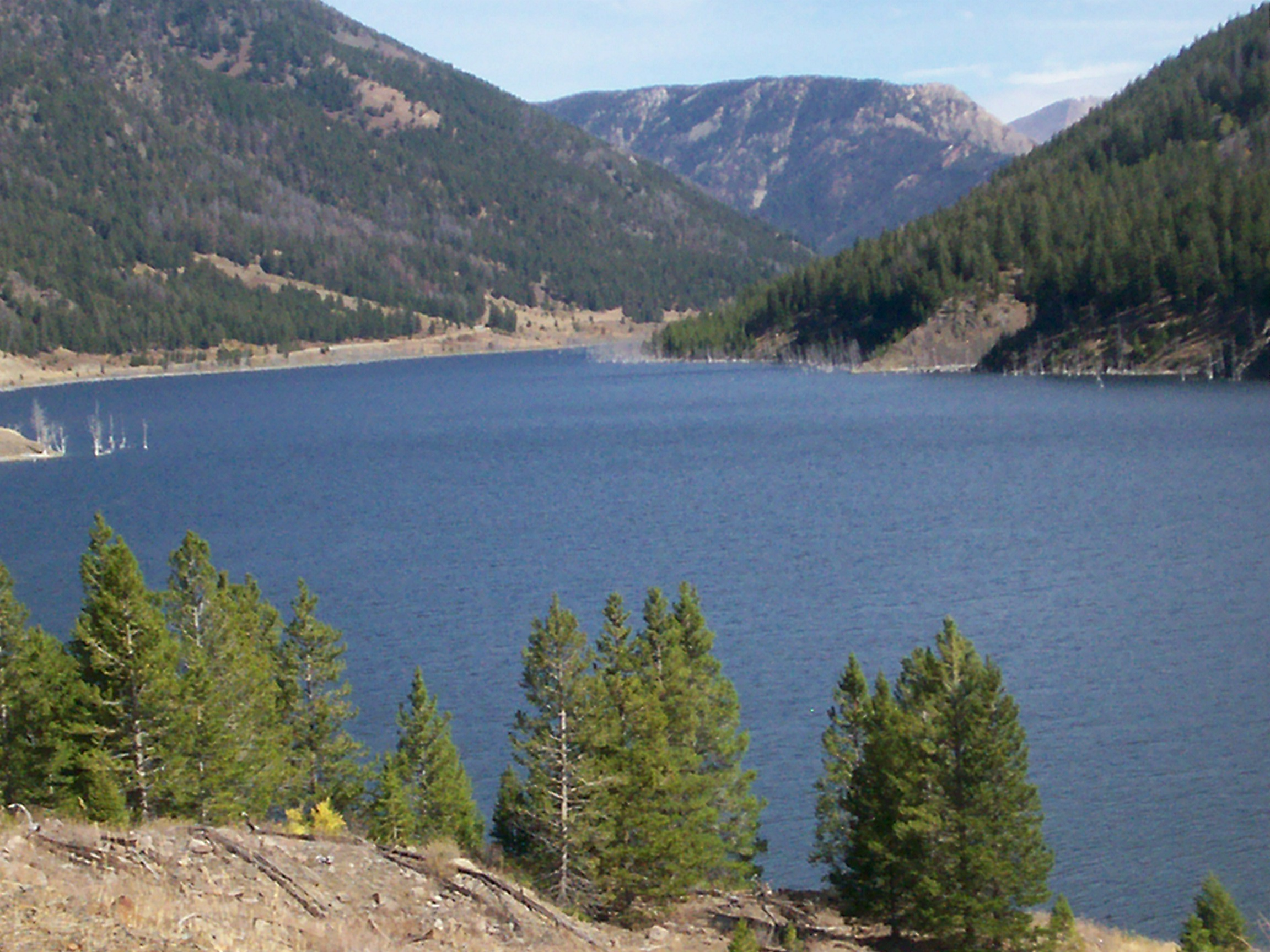
クエーク湖は1959年のイエローストーン地震で起きた地滑りで造られた

アメリカ合衆国国立公園局が管理する地域は以下の通りである。
- ビッグホール国立戦場跡公園、ウィズダム近郷
- ビッグホーンキャニオン国立レクリエーション地域、フォートスミス近郷
- グレイシャー国立公園
- グラント・コールズ牧場国立歴史史跡、ディアロッジ
- ルイス・アンド・クラーク国立歴史道
- リトルビッグホーン古戦場記念国定公園、クロウエージェンシー近郷
- ネズパース国立歴史公園
- イエローストーン国立公園

2011年3月、モンタナ州はアメリカ合衆国の州ゴミ処理評価で悪い方の10傑に入れられた（ノースダコタ州とテキサス州と同順位）。州全体と関連するゴミ処理標準と実行指数の故に、公共空間の清浄さで効率の悪さや質の悪さが出ている。

## 気候
モンタナ州は多様な地形の大きな州であるので、気候も同じくらい多様である。北緯45度線（赤道と北極の中間）から北緯49度線の間にあり、標高が2,000フィート (600 m) 以下から13,000フィート (3,900 m) 近くまで変化している。西半分は山岳地であり、間に多くの大きなバレーが入っている。東部は平原と悪地であり、間に丘陵部や孤立山脈が入り、亜乾燥大陸性気候（ケッペンの気候区分BSk）である。大陸分水界が西側山岳地を南北に走っており、気候に与える影響が大きい。大陸分水界が西の太平洋から吹いて来る暖かい空気の動きを遮り、冷涼で乾燥した大陸の空気が西に動くことも邪魔している。西側は北太平洋の海岸気候に近く、温暖な冬、冷涼な夏、弱い風、および長い植物成長シーズンが特徴である。冬季には大陸分水界から西のバレーで霧や低い雲が発生することが多いが、分水界の東ではほとんどない。
日中の1月の28°F (-2 ℃) から7月の84.5°F (29 ℃) まで変化している。地形の多様性が温度の大きな変化を引き起こしている。東部の平原では時として暑くなり、過去最高気温は1893年7月20日のグレンダイブと、1937年7月5日のメディシン湖で記録された117°F (47 ℃) だった。州全体で夏の夜は冷涼で快適である。標高が上がると温度は下がり、標高4,000フィート (1,200 m) 以上では暑くなることもない。州中央部では年間を通じて雪が降ることがあるが、7月と8月は希である。

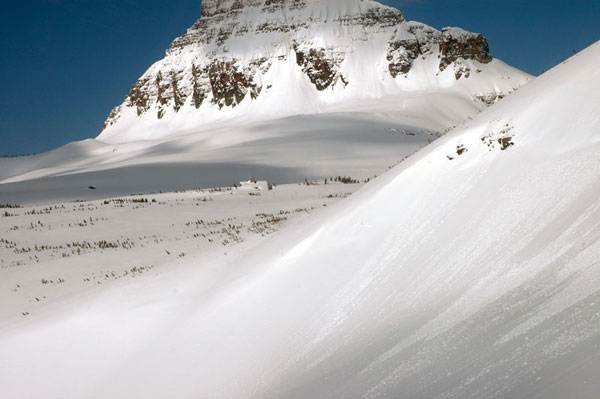
グレイシャー国立公園のゴーイング・トゥ・ザ・サン道路を覆うビッグドリフト、2006年3月23日撮影

モンタナ州の過去最低気温は大陸アメリカ合衆国の過去最低気温にもなっている。1954年1月20日、ロジャーズ峠に近い金鉱山キャンプで-70°F (-57 ℃) が記録された。このような寒い夜は温度の勾配も大きく、峠から40マイル (64 km) 南東のヘレナ市では-36°F (-2 ℃) までしか下がらなかった。冬の寒さは1週間ほど続くことがあり、これはカナダから下ってくる大陸性寒冷気団によることが多い。その前線ははっきり見分けられ、24時間のうちに大きな気温降下が起こる。これとは逆に南西からの気流はチヌーク風を生む。風速25ないし50マイル/時 (11 - 22 m/s) の風が特に山岳部の東側を急速に暖め、気温は50°F (10 ℃) から60°F (15 ℃) まで上がることがある。
アメリカ合衆国で24時間の間の温度変化で最大のものはモンタナ州ロマ市で記録された。1972年1月15日、気温は-54°F (-48 ℃) から49°F (9 ℃) まで上昇した。

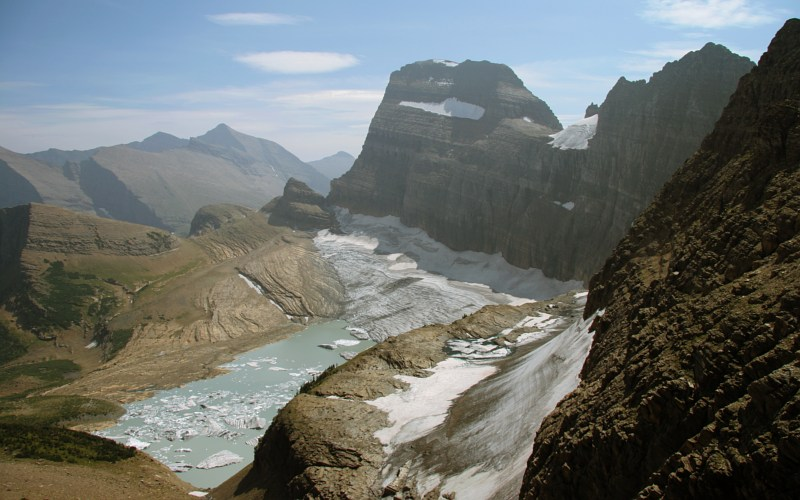
グリネル・グレイシャーでは年間105インチ (2,667 mm) の降水量がある

モンタナ州の平均年間降水量は15インチ (380 mm) だが、所によって大きな違いがある。山岳部が太平洋の湿気を遮るので西側に雨が降り、東側は雨陰になっている。西部のヘロンの降水量は34.70インチ (881 mm) と最も多い。東部の風下側ではかなり乾燥しており、ローンパイプで11.45インチ(291 mm)、ディアロッジで11.00インチ (279 mm) の年間降水量となっている。山岳部自体は100インチ (2,500 mm) 以上の雨が降っており、例えばグレイシャー国立公園のグリネル・グレイシャーでは年間105インチ (2,667 mm) の降水量がある。最も乾燥しているのはベルフライの南西地域であり、16年平均で6.59インチ (167 mm) である。大都市の多くは毎年30ないし50インチ (75 - 125 cm) の降雪がある。山岳部では300インチ (750 cm) も積もることがある。9月から5月まで暴風雪が起こることがあるが、通常の降雪は11月から3月までである。
モンタナ州の気候は暖かくなってきており、今後もその可能性が強い。グレイシャー国立公園の氷河が後退しており、今後数十年の間に消失する予測もある。2007年7月には多くの都市で過去最高気温が記録され、これまでで最も暑い月になった。冬も暖かくなっており、寒い日が続く頻度が減ってきた。以前はこの寒冷日が州西部の森林を蝕（むしば）むキクイムシを殺していた。暖かい気候、キクイムシの攻撃および過去の誤った管理が組み合わさり、山火事の危険性が増加している。アメリカ合衆国環境保護庁のためにハーバード大学工学応用科学部が行った調査では、山火事で燃える地域が2倍になり、それによる大気汚染も80%増加するとされている。

## 人口動勢

### 人口

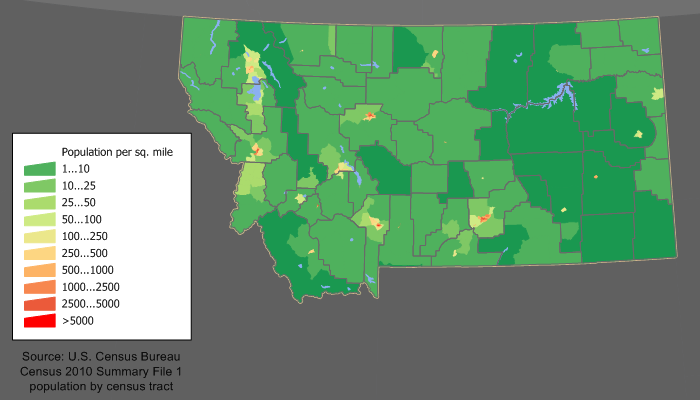
モンタナ州の人口密度図

2020年国勢調査時点ではモンタナ州に1,084,225人が居住しており、2010年国勢調査時点より9.58%増加していた。
モンタナ州の人口重心はマー郡ホワイトサルファースプリングス市付近となっている。

### 人種
2010年国勢調査時点でのモンタナ州の人種による構成比は以下の通りである。黒人の割合の0.4%とアジア系の割合の0.6%は共に全米の中で最も低くなっている。
- 89.4% 白人（非ヒスパニック白人は87.8%）
- 6.3% インディアン
- 0.6% アジア人（全米最下位）
- 0.4% 黒人（全米最下位）
- 0.1% 太平洋諸島系
- 0.6% その他
- 2.5% 混血
- 2.9% 人種を問わずヒスパニック系

### 祖先
モンタナ州内で申告による祖先で分類した構成比は、ドイツ系 (29.3%)、アイルランド系 (16.4%)、イギリス系 (13.1%)、ノルウェー系 (10%)となっており、5.9%はその先祖を「アメリカ人」としていた。
かなりの数のインディアンが住んではいるが、州民の90%近くはヨーロッパ出身の祖先を持つ者である。1890年から1910年にドイツ、アイルランド、イギリス、スラブ諸国、イタリアおよびスカンディナヴィア諸国から多くの移民が渡ってきた。中国系坑夫は1870年までに2,000人ないし3,000人、1890年には2,500人いたが、労働組合の強い反発を受け、1890年代には世論も否定的になったので、その半分近くは1900年までに去っていった。
州全体のヨーロッパ系アメリカ人の中でドイツ系の祖先を持つ人々が最も多いが、スカンディナヴィア系は北部と東部の平原地帯で農業が主体となっている所に多い。これは近くのノースダコタ州やミネソタ州と同様である。アイルランド系が第2位、イングランド系が第3位になっている。インディアンが多い郡もいくつかあり、主に7つあるインディアン居留地とその周辺になっている。アメリカ合衆国の他州よりもインディアン人口が多く構成比が高い。7つあるインディアン居留地には言語による分類で20以上の部族が入っている。ビュートのような昔から鉱業で発展した西部の町は様々な少数民族が入っており、特にヨーロッパ系ではフィンランド人や東欧系さらにアイルランド人の開拓者が足跡を残している。またイギリスのコーンウォール、デヴォン、ウェールズのような鉱業地帯出身の人も見られる。ヘレナの近くの町は鉱業キャンプとして設立されており、同様な傾向がある他に小さな中華街もある。中国系は現在比率が小さくなってはいるが、歴史的には重要な存在だった。フィリピン系と申告する者は約3,000人おり、アジア系の中では最大である。19世紀を通じて、ドイツ、スカンディナヴィア、アイルランド、スコットランド、およびイングランドの農夫がモンタナ州に入植した。さらに元々中央ヨーロッパのフッター派がここに入植したので、モンタナ州はサウスダコタ州に次いでフッター派が多い州となっている。フッター派の居る町は州全体に散開している。昔からの林業の町にはスコットランド、スカンディナヴィア、スラブ、イングランドおよびスコットランド系アイルランドの人々を引き寄せた。ヒスパニック系は南中部のビリングスの近くに多い。ここではメキシコ系アメリカ人が世代を重ねている。アフリカ系アメリカ人はグレートフォールズで密度が高い。
2010年国勢調査時点で5歳以上州民の94.8%は家庭で英語を話している。

### 宗教
モンタナ州の住民の宗教の信仰割合は：
- キリスト教 –82%
  - プロテスタント –55%
    - ルター派 –15%
    - メソジスト –8%
    - バプテスト –5%
    - 長老派教会 –4%
    - w:United Church of Christ –2%
    - 他の、または一般的なプロテスタント –21%

  - ローマ・カトリック –24%
  - モルモン教 (末日聖徒イエス・キリスト教会) –5%[26]
- 他の宗教 –<1%
- 無宗教 –18%

となっている。

## インディアン居留地

モンタナ州の7つのインディアン居留地

州内にはインディアン居留地が7か所ある。すなわち、フォートペック、フォートベルクナップ、北シャイアン、クロウ、ロッキーボーイ、ブラックフットおよびフラットヘッド各インディアン居留地である。

### インディアン部族
アラパホー族、アリカラ族、アシニボイン族、アトシナ族（グロー＝バントル族）、バンノック族、シャイアン族、チッペワ族、平原クリー族、クロウ族、ダコタ族、ヒダーツァ族、カリスペル族、カイオワ族、クーテネイ族、マンダン族、ネ・ペルセ族、ピーガン族（ブラックフット族）、サリシ族、セマチュース族、ショーショーニー族、シクシカ族（ブラックフット族）、スポケーン族、チュナヒ族といったインディアン部族が散在した。このほとんどがバッファローや鹿を糧とした狩猟民族である。
同州でインディアン部族はロッキー山脈の東西をまたいで、活発な交易を行っていた。かつてその中心を担ったクロウ族が主催する「クロウ・ティピー・フェスティバル」は現在、同州でも最大級の年間行事となっている。このクロウ族は交易部族であったがために、白人の持ち込んだ天然痘の影響を大きく受けた。白人はわざと天然痘の病原菌のついた毛布を彼らに贈り、ブラックフット族を始めとするインディアン部族の多くを壊滅させたとしている。
モンタナ州は白人とインディアンの土地をめぐる、直接的な軍事行使としては最後の戦いの場所となった。クロウ族は米軍に協力し、宿敵部族であるスー族掃討のため「インディアン斥候」となって働いた。

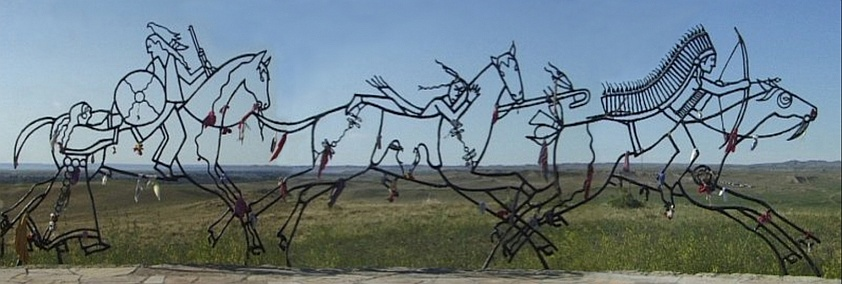
「リトルビッグホーン国立記念戦場」に設置された、「リトルビッグホーンの戦い」でのインディアン戦士を讃える記念碑

スー族、シャイアン族、アラパホ族がカスター中佐率いる「米軍第7騎兵隊」の奇襲を撃破した、「リトルビッグホーンの戦い」は、現在のハーディンの近くで戦われている。ネ・ペルセ族の逃亡・追跡戦である「ネ・ペルセ戦争」の最後の戦いも、モンタナ州の山中で戦われている。
「リトルビッグホーンの戦い」の跡地はインディアン領土から没収されて国立公園にされ、長らく白人騎兵隊長の名を採った「カスター国立記念戦場」と呼ばれた。1927年から、スー族がこの名称の変更要求を始め、1988年の6月25日（戦の日）には「第7騎兵隊記念碑」のそばに「インディアン戦士の記念碑」を独自に設置して抗議した。その後10年越しの要求が実り、2003年6月25日にこの古戦場は「リトルビッグホーン国立記念戦場」と正式に名称変更された。
「チペワ族」はもともとミネソタにいた部族で、19世紀に強制移住されてきたものだが、二つのバンドが「絶滅部族」としてアメリカ連邦政府から部族認定を取り消されて保留地（Reservation）を没収され、現在部族再認定を要求中である。
2009年10月27日、AP通信はモンタナ州の「リトル・シェル部族」に対し、内務省が連邦公認を正式却下したと報じた。「リトル・シェル酋長（しゅうちょう）のバンド」として知られる4300人の同部族は、1860年代に連邦条約から除外され、1978年以降、連邦公認要求を続けていた。モンタナ州政府は2000年に同部族を公認したが、部族の保留地は得ていない。部族議長ジョン・シンクレアはなおも要求を続行するとコメントしている。

北シャイアン族の部族国旗

| ≪アメリカ連邦政府が公式認定しているインディアン部族と部族保留地≫*「ブラックフット・インディアン保留地」 - - 「シクシカ族（ブラックフット族）」 - 「ピーガン・ブラックフット族」 - 「ベルクナップ砦インディアン保留地」 - 「アシニボイン族」 - 「ナコダ族（ストーニー族）」 - 「アトシナ族（グロー＝バントル族）」※「ヒダーツァ族」の別名の「グロー＝バントル族」とは関係ない - 「ペック砦インディアン保留地」 - 「アシニボイン族」 - 「スー族（ダコタ・ナコタ・ラコタ族）」 | - - - 「ハンクパパ族」 - 「北ヤンクトネイ族」 - 「ムデワカントンワン族」 - 「ワーペクテ族」 - 「シセトン族」 - 「ワーペトン族」 - 「アシニボイン・スー族」 - 「北シャイアン族・インディアン保留地」 - 「北シャイアン族」 - 「ロッキーボーイ・インディアン保留地」 - 「チッペワ族」 - 「平原クリー族」 | - 「クロウ・インディアン保留地」 - 「アプサロケ族（クロウ族）」 - 「フラットヘッド・インディアン保留地」 - 「サリシ族＆クーテネイ族連合」 - 「カリスペル族（ペンド＝オレールズ族）」 - 「ビタールート・サリシ族（フラットヘッド族）」 - 「クーテネイ族」 ≪アメリカ連邦政府が公式認定していないインディアン部族≫ - 「チッペワ族（オジブワ族）」 - 「リトル・シェル・バンド」（領土なきチッペワ族リトルシェル・バンド） - 「スワンクリーク＆ブラックリバー・バンド」 |

### インディアン・カジノ
| ≪モンタナ州のインディアン・カジノと経営部族≫ - 「ブラックフット族」 - 「ディスカバリー・ロッジ・カジノ」 - 「氷河の頂のカジノ」 - 「パーク・ロッジ・カジノ」 - 「ブローニング・ビンゴ」 - 「セビリヤ・ビンゴ」 | - 「クロウ族」 - 「リトル・ビッグホーン・カジノ」 - 「サリシ＆クーテネイ部族連合」 - 「クワタグヌク・リゾート・カジノ」 - 「灰色狼の頂上カジノ」 - 「アシニボイン・ナコダ&グロー＝バントル族」 - 「ベルクナップ砦カジノ」 | - 「アシニボイン&スー族」 - 「銀狼のカジノ」 - 「北シャイアン族」 - 「突撃する馬のカジノ&ビンゴ」 - 「チッペワ&クリー族」 - 「4C'Sカフェ&カジノ」 - 「ノーザンウィンズ・カジノ」 |

### インディアンと農業
その一方で、1953年にアメリカ連邦政府はインディアン部族に対する経済支援策を打ち切り、インディアン農業者への支援助成金も同時に廃止されていった。こうしてインディアンの農場は荒廃の一途を辿ることとなった。もともと農耕に適した土地はすべて白人入植者のものとなっていて、彼らの保留地は地勢や土地の性質によって農耕に向いておらず、インディアンの農業はかなり制限されたものである。
モンタナ州ブリングスには、インディアンの農場主の援助と発展のための非営利団体、「部族相互農業会議（IAC）」（Intertribal Agriculture Council）の本部がある。これは1987年に創設された、本土とアラスカを含む全米84のインディアン部族を代表するインディアン組織である。IACのロス・ラシーンは、彼らインディアンの保留地では奨励金の付くトウモロコシや小麦などは育ちにくく、結局多くのインディアン農場主が家畜業に転向したと伝えている。これに対してアメリカ農務省は、彼らインディアンに対する連邦の援助の不足をその理由に挙げている。アメリカ農務省は、近年まで保留地の農場をすべてまとめて1つに見なしてきたため、こういった実情を把握するのが遅れてきた。これを農務省が改めたのは2007年度の国勢調査でようやくのことである。
アメリカのインディアン農業者の人口は、この2007年度の国勢調査の報告では約8万人で、その多くは牧場主であり、ほとんどが南西部の沙漠地帯、オクラホマ州、そしてモンタナ州に住んでいる。アメリカの白人の経営する典型的な農場規模は約400エーカー（1,619km2）であるのに対し、インディアンの農場の平均規模は1400エーカー（5,666km2）である。しかし、全米平均の白人農場の年間売り上げが13万5000ドルであるのに比べ、インディアンの農場は年あたり約4万ドルしかなく、彼らが連邦政府から受けられる農業援助の割合は、白人の39%に比べ、13%だけである。まさに「大きな土地と、小さい収入」がインディアン農場の現状である。
こういった格差是正のために35年来働いているオクラホマ州のカイオワ・コマンチ・アパッチ族保留地の農業者ミルトン・ソヴォJrは、シアトル・タイムズ紙に対し、「私たちは、大地の心と魂を私たち自身の存在と共有する文化にいます。」とし、「大地は私たちの一部であり、私たちは大地の一部なのです。常に私たちは、私たちの子供たちのぶんを残すよう教えられてきました。私たちは必要なものだけしか使いません。できればたくさんお金を稼ぎたいとは思いますが、私たちが持っているものは保存したいと思います。」と述べ、インディアン農業者は可能な限り化学物質を使用しないと説明している。つまり、トウモロコシのような大量の窒素肥料を必要とする農作物を彼らは選択しないのである。
このような状況の中、ノースダコタ州の「スタンディングロック・スー族」部族会議議長であり、農場主であるジョージ・キープスイーグル（George B Keepseagle）とその妻マリリンを筆頭原告とするインディアン農業者による集団訴訟が、1999年11月に連邦政府に対して起こされている。この法廷闘争は、キープスイーグルと農務省長官（当時）のアン・ヴェネマンの名から、「ジョージ・キープスイーグル対アン・ヴェネマン法廷戦」と呼ばれている。
この訴訟では、差別のためにインディアン農業者に対する公債や援助が不当に拒絶され、キープスイーグルの1981年から2007年までの収入において、約6億ドルが失われたと主張されている。キープスイーグルは「白人の農場主や牧場主と競争するなかで、インディアンは、飲んだくれで怠け者の役立たずとしてステレオタイプの枠にはめられる。そして、白人はここにたくさん農場を持っていて、融資を得ることができるのに、我々インディアンは融資を得ることができないのだ」とし、連邦から融資を断られたために、農場維持のため南北ダコタ州境界にある自身の農場900エーカーのうち400エーカーを売らざるを得なかったと述べている。
2009年12月8日、連邦裁判所のエメット・サリバン裁判官は、この10年越しの訴訟の和解交渉案に賛成した。これを受けて、アメリカ農務省のトム・ヴィルサック長官は、2010年秋までにはこの集団訴訟の解決を約束すると述べた。農務省は、1999年に同様の訴訟を黒人農業者たちから起こされており、当時のクリントン政権は9億8000万ドルの損害賠償を支払ってこれに決着をつけている。
この裁定を受けてアメリカ司法省は、これらインディアン農業者への援助について取り組む姿勢を見せており、農業局から、「全米部族開発協会（National Tribal Development Association）」に対してプログラム資金を支出し、彼らの農業ローンへの申し込みを援助するとしている。
モンタナ州ボックスエルダーに本部を置くこの「全米部族開発協会（NTDA）」は、「インディアンとアラスカ・エスキモーの経済活力を促進するために官民、および先住民組織と共同して、自己持続型の社会経済発展とその主導権の基礎を確立するための協力体制を開発すること」を目的に、1995年に発足した、アラスカを含む28の州に属する250のインディアン部族が参加するインディアン機関であり、非営利団体である。
しかし長年の監督官庁の不備とサボタージュによって、インディアン側から出された資料がほとんど紛失しているか受理されてきておらず、各農場に対する融資の選定基準を難しくしており、原告団は不安を募らせている。「全米部族開発協会」は、キープスイーグルの「もし融資が受けられないなどということになったら、我々は一生無駄に働くことになる。それは破滅だ」とのコメントを伝えている。

## 法律および行政
モンタナ州知事の現職は2022年1月4日に就任したグレッグ・ジャンフォルテ（共和党）である。州選出のアメリカ合衆国上院議員は民主党のジョン・テスターと共和党のスティーブ・デインズである。同下院議員は共和党のマット・ローゼンダールである。
1916年、アメリカ合衆国下院議員として初の女性であるジャネット・ランキンを選出した。女性参政権についても他州に比べて早期に実現させた。

## 政治
モンタナ州は昔から二大政党が競合するところであり、選挙で選ばれる役職者も両党から選ばれている。20世紀半ばまで、「ワシントンにはリベラル派をヘレナには保守派を送る」伝統があった。しかし、1980年代からこれが変わり、連邦政府に保守派を選ぶ傾向になった。党の支配状況も変わってきた。1970年代は民主党が支配し両院で支配政党が異なる状態だったが、2010年の中間選挙で共和党が両院を制した。2022年時点では、上院は共和党31人に対し民主党19人、下院は共和党67人に対し民主党33人と、上下両院とも共和党が多数派となっている。連邦議会上院議員は、民主党と共和党が1議席ずつ分け合っている。

## 主要な都市および町

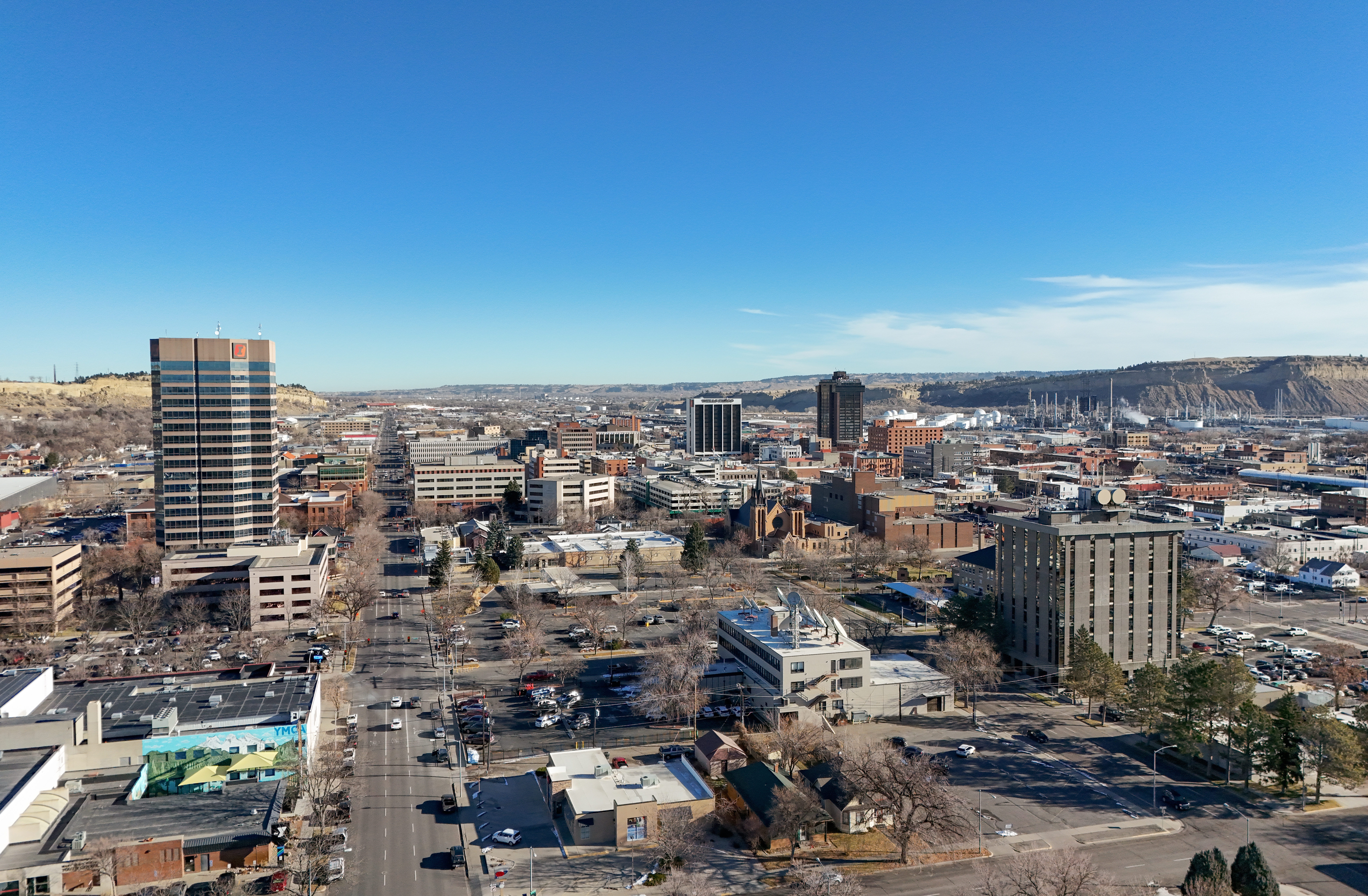
ビリングス市

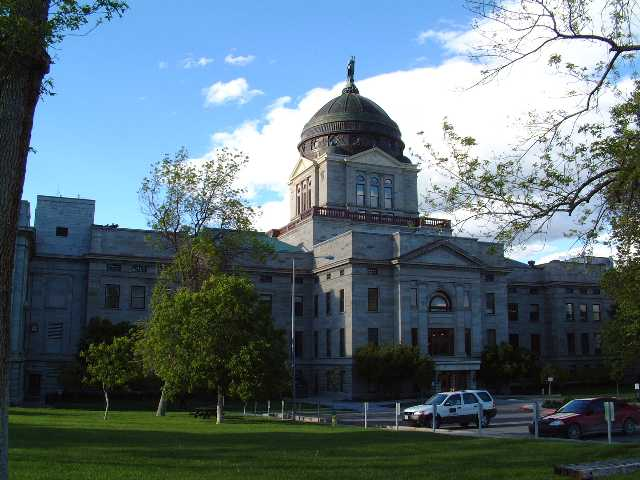
ヘレナ市

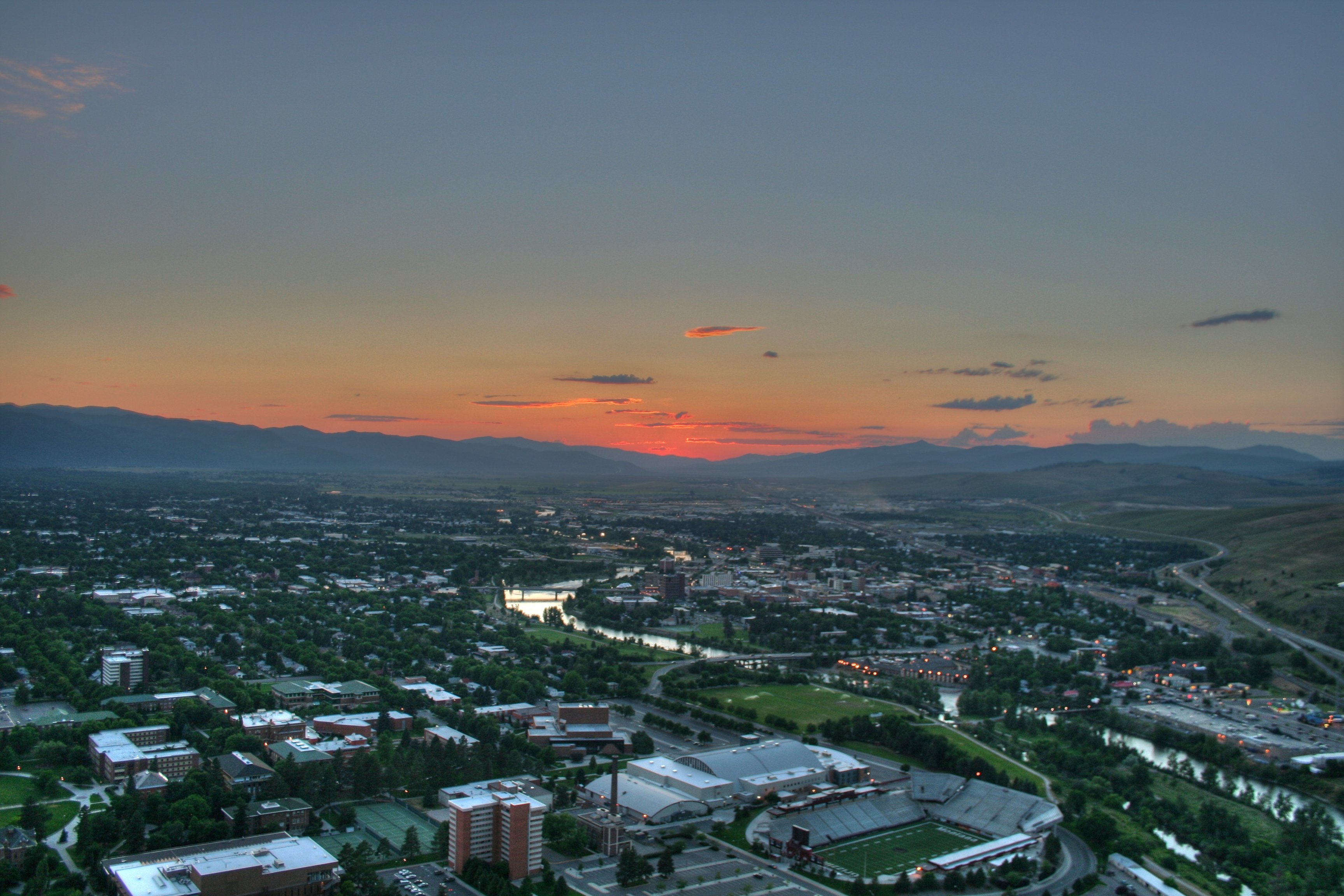
ミズーラ市

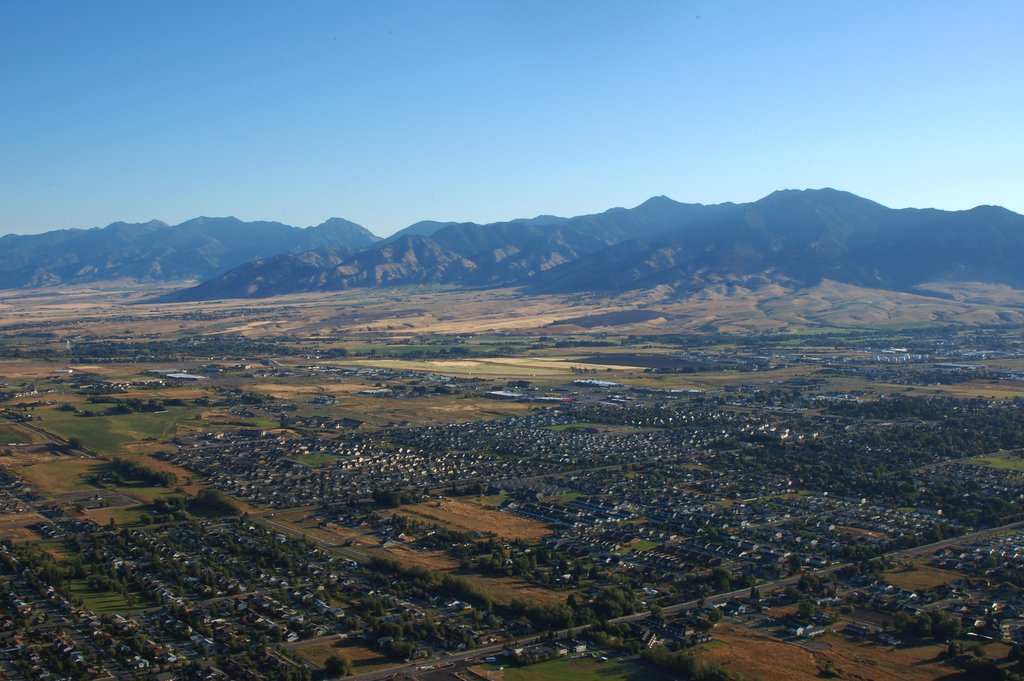
ボーズマン市

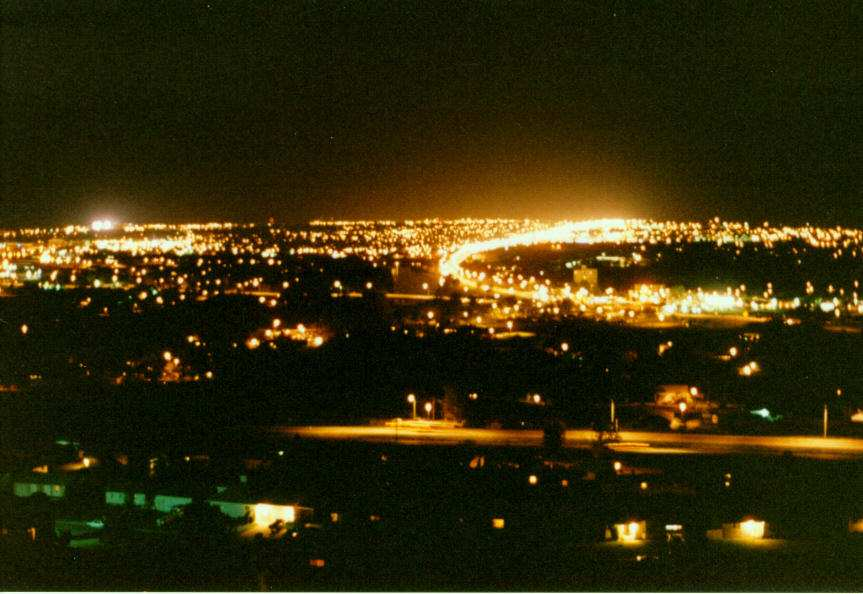
グレートフォールズ市

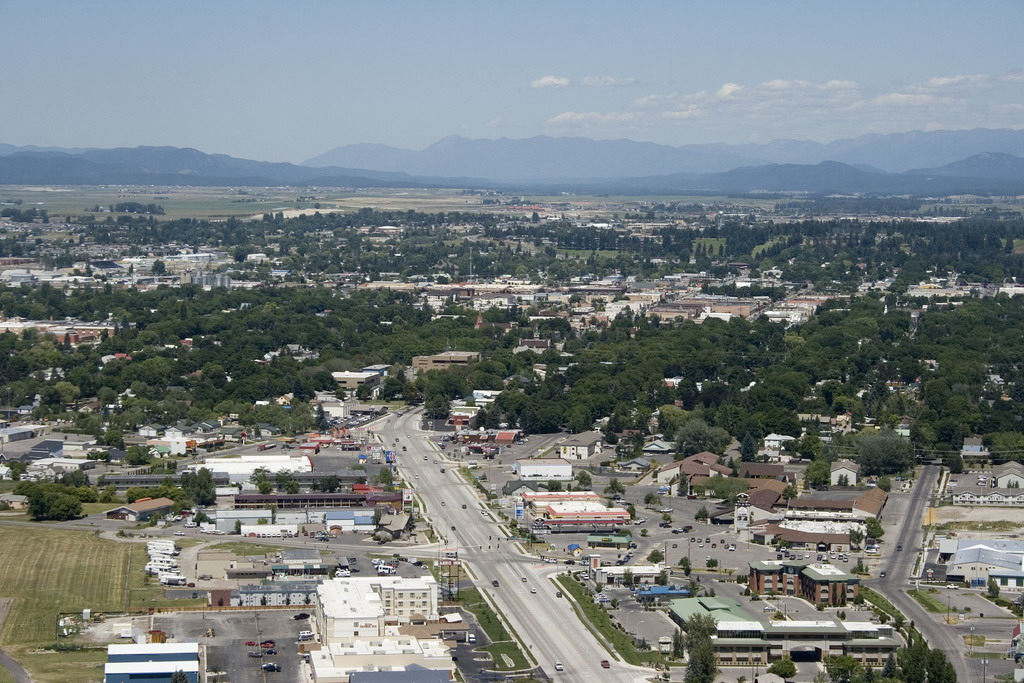
カリスペル市

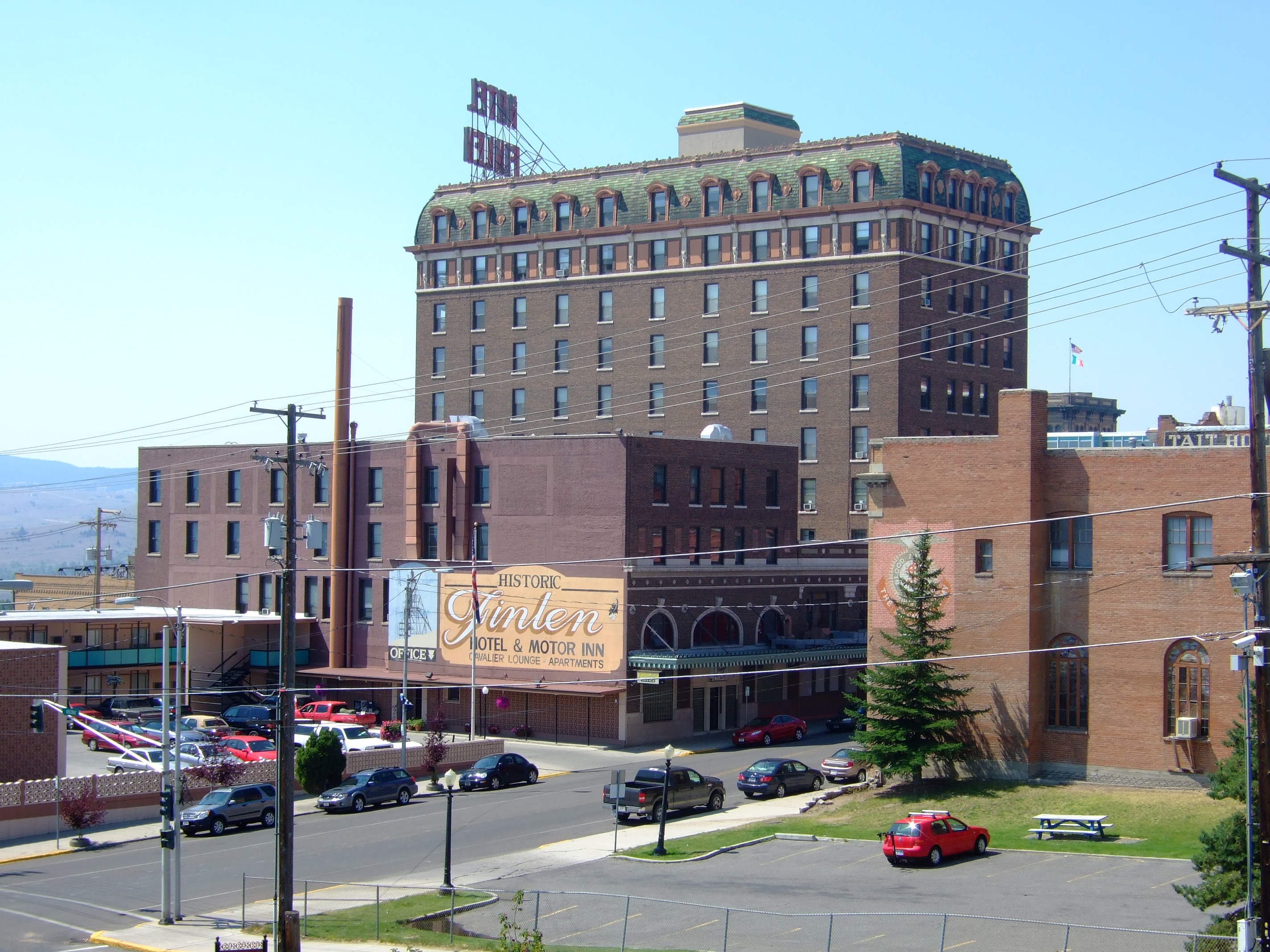
ビュート市

州都はヘレナ市だが、最大都市はビリングス市である。
モンタナ州の主要な都市および町は以下の通りである。
- ビリングス市
- ミズーラ市
- グレートフォールズ市
- ボーズマン市
- ヘレナ市
- ビュート市
- カリスペル市
- ベルグレイド市
- ハバー市
- アナコンダ市
- マイルズシティ

その他の町には以下のようなものがある。
- ローレル
- リビングストン
- ホワイトフィッシュ
- ブローニング
- コルストリップ
- コロンビアフォールズ
- コンラッド
- カットバンク
- ディアロッジ
- ディロン
- イーストヘレナ
- グレンダイブ
- グラスゴー
- ハミルトン
- ハーディン
- ルイスタウン
- リビー
- ポルソン
- レッドロッジ
- シェルビー
- シドニー
- ウェストイエローストーン
- ウルフポイント

## 郡
モンタナ州には56の郡がある。下表は人口の多い10郡である。
| 順位 | 郡名                   | 人口    |
| ---- | ---------------------- | ------- |
| 1    | イエローストーン郡     | 164,731 |
| 2    | ギャラティン郡         | 118,960 |
| 3    | ミズーラ郡             | 117,922 |
| 4    | フラットヘッド郡       | 104,357 |
| 5    | カスケード郡           | 84,414  |
| 6    | ルイスアンドクラーク郡 | 70,973  |
| 7    | ラバリ郡               | 44,174  |
| 8    | シルバーボウ郡         | 35,133  |
| 9    | レイク郡               | 31,134  |
| 10   | リンカーン郡           | 19,677  |

## 経済

モンタナ州は住民一人当たり地ビール醸造所の数で国内第3位である

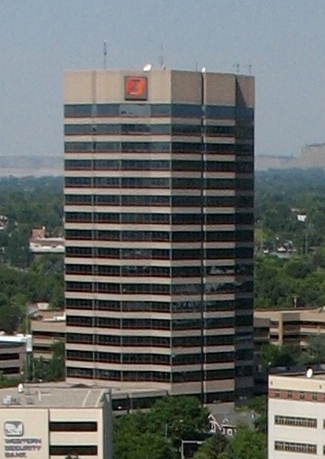
ビリングス市にあるファースト・インターステイト・センター、モンタナ州では最も高い建物

2003年のモンタナ州総州生産高のアメリカ合衆国経済分析局概算は260億米ドルだった。2003年の一人当たりの収入は合衆国内で47番目になる、25,406米ドルだった。しかし、この数字は急速に増加している。ミズーリ州によると、経済は2003年以来急速に成長している；2005年、モンタナ州は平均的な一人当たりの収入29,387米ドルとアメリカ合衆国内で39番目に位置していた。
経済は主に農業：小麦、大麦、甜菜（てんさい）、カラスムギ、ライ麦、ジャガイモ種、蜂蜜、サクランボ、牛および羊牧場ならびにかなりの材木および鉱物（金、石炭、銀、滑石およびバーミキュライト）を基本としている。観光業はグレイシャー国立公園、フラットヘッド湖、ミズーリ川の源流、リトルビッグホーンの戦いの戦地およびイエローストーン国立公園への5つあるゲートの3ヶ所へ年間数100万人もの観光客が経済に影響を及ぼしている。
生産金額ベースでは畜産業9億9000万米ドル、農業7億米ドル、鉱業4億4000万米ドルの順となる。大麦は2002年時点で3159万ブッシェル、小麦は1億4000万ブッシェルである。このほか、とうもろこし、ばれいしょの生産も盛んである。鉱業では全米4位の金、同5位の石炭が中心となる。金の生産高は4.2トン（2002年）、石炭は3400万トンである。このほか、原油、天然ガス、鉛、銀が採掘されている。
地ビール生産の中心地となっており、住民一人当たり地ビール醸造所の数で国内第3位である。
モンタナ州の個人所得税は1%から6.9%までの範囲で税率が、7つに区分されている。モンタナ州は消費税を課していない。モンタナ州内の住宅家財は固定資産税から免除されている。しかし、固定資産税は家畜、農業機械、重設備、車、トラックおよび事業設備に課されている。所有者に課される固定資産税の総額は資産価値によって一律に決定されない。資産価値はモンタナ州議会によって設定された税率を掛け合わされ、課税価値となる。課税価値はさまざまな税金管轄区すなわち都市および郡の政府、学区およびその他によって制定された資産税率をさらに掛け合わされる。
2010年1月時点の失業率は6.8%である。

## 交通

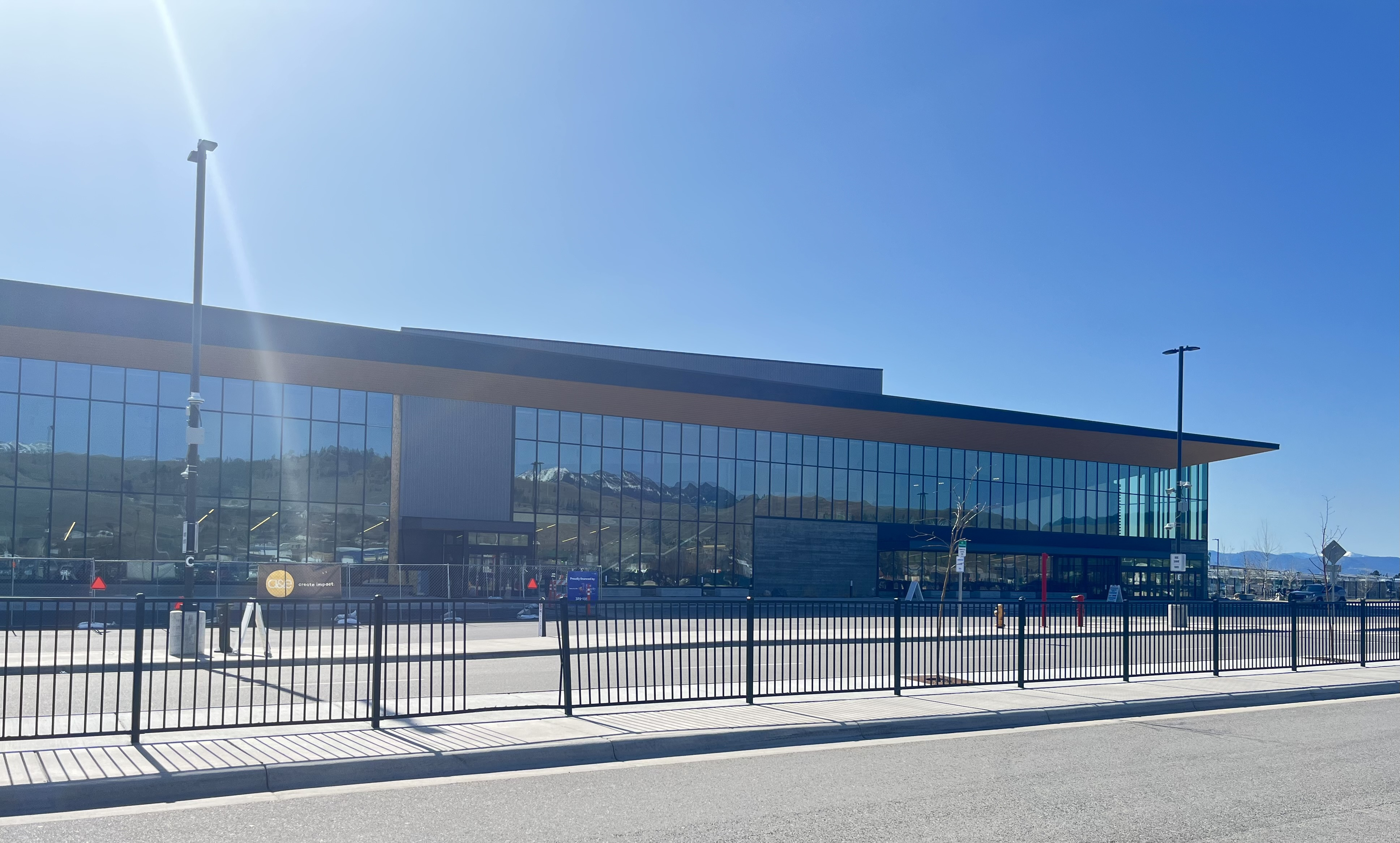
ミズーラ空港

鉄道は1880年代以来州内の重要な交通手段になってきた。昔から大陸を横断する3つの東西方向鉄道が通っている。すなわちミルウォーキー鉄道、グレート・ノーザン鉄道、ノーザン・パシフィック鉄道である。今日、BNSF鉄道が州内最大の鉄道であり、その大陸横断本線は昔のグレート・ノーザン鉄道の線を取り込んでいる。民間の二級鉄道であるモンタナ・レイルリンクが州西部で昔のノーザン・パシフィック鉄道の線を運行している。
アムトラックの列車「エンパイア・ビルダー」が州北部を通っており、停車駅は、リビー、ホワイトフィッシュ、ウェストグレイシャー、エセックス、イーストグレイシャーパーク、ブラウニング、カットバンク、シェルビー、ハバー、マルタ、グラスゴーおよびウルフポイントである。
ボーズマン・イエローストーン国際空港は、州内で最も利用の多い空港である。その他の主要空港は、ビリングス・ローガン国際空港、ミズーラ空港、グレートフォールズ空港、グレイシャーパーク空港、ヘレナ地域空港、バートムーニー空港、およびイエローストーン空港である。その他に8か所の小さな町がエッセンシャル航空業務プログラムの下で商業用空港を持っている。
昔から東西方向に走る主要道はアメリカ国道10号線であり、州南半分の主要都市をつないでいた。現在でも重要な道路ではあるが、他にも州間高速道路90号線、同94号線、アメリカ国道2号線、同12号線およびモンタナ州道200号線が東西に走っている。
南北に走る主要道は州間高速道路15号線、アメリカ国道87号線、同89号線、同93号線、同191号線である。州間高速道路25号線はモンタナ州南部、ワイオミング州に入った所で、I-90に合流して終端になっている。
モンタナ州とサウスダコタ州との州境は舗装道路が通っていない唯一の州境である。
2011年、モンタナ州は、自動車登録台数と人口に対して、ゴミが原因となる自動車事故件数では、最悪の5州のうちに入っていた。全国ハイウェイ交通安全管理局のデータでは、ゴミ、落下物、動物およびその死骸など固定されない障害物に自動車が衝突することが原因で死亡した人は、少なくとも毎年9人となっている。

## 教育

### 単科および総合大学
| モンタナ州が設立したモンタナ州立大学システム - フラットヘッド・バレー・コミュニティカレッジ - ドーソン・コミュニティカレッジ - マイルズ・コミュニティカレッジ - モンタナ州立大学、ボーズマン - モンタナ州立大学ビリングス校 - モンタナ州立大学北校、ハバー - モンタナ州立大学工科カレッジ、グレートフォールズ - モンタナ大学、ミズーラ - モンタナ大学工科大学、ビュート - モンタナ大学西校、ディロン - モンタナ大学ヘレナ工科カレッジ | 主な部族カレッジ - フォートペック・コミュニティカレッジ - リトルビッグホーン・カレッジ - サリッシュ・クートニー・カレッジ - ストーンチャイルド・カレッジ - ブラックフィート・コミュニティカレッジ、ブローニング 他に3つの小さな私立カレッジがある。州外の大学の分校も含む。 - キャロル・カレッジ - ロッキーマウンテン大学 - グレートフォールズ大学 |

## 芸術・文化

### 映画
- リバー・ランズ・スルー・イット
- モンタナの風に抱かれて
- メッセージ

### 音楽
- Wild Montana Skies　（ジョン・デンバー＆エミルー・ハリス）

## スポーツ
マイナーリーグ野球チームは：
- ミズーラ・オスプレイ
- グレートフォールズ・ボイジャーズ
- ヘレナ・ブリュワーズ
- ビリングス・マスタングス

### スキー場
モンタナ州はいくつかのスキー場がある。
- ビッグマウンテン、ホワイトフィッシュ近く
- ビッグスカイ、ウェストイエローストーン近く
- ブリッジャー・ボウル、ボーズマン近く
- ターナー、リビー近く
- ブラックテイル、レイクサイド近く
- ディスカバリー、フィリップスバーグ近く
- ムーンライトベースン、ウェストイエローストーン近く

## その他

### モンタナ州出身の有名人
- モンタナ州出身の有名人（英文）
- ダグ・アドキンス - カントリー歌手
- ミシェル・ウィリアムズ - 女優
- ゲイリー・クーパー - 俳優
- フィル・ジャクソン - 元バスケットボール選手
- マイケル・スピンクス - プロボクサー
- レオン・スピンクス - ボクサー
- ブラッド・バード - 映画監督
- ヴィクトリア・パリス - 元ポルノ女優
- トリイ・ヘイデン - 児童心理学者
- ニコレット・ラーソン - フォーク・ロック/AOR歌手[31]
- ジャネット・ランキン - 政治家
- デヴィッド・リンチ - 映画監督
- マーナ・ロイ - 女優

### 日本の姉妹都市
- （日本） - （州内）、年
- （熊本県） - （モンタナ州）
- （群馬県長野原町） - （リビングストン市）